# Værum Kirke
Værum Kirke er en kirke i Værum Sogn i Randers Kommune, beliggende 9 kilometer sydvest for Randers C.

## Eksterne kilder og henvisninger
- Værum Kirke hos KortTilKirken.dk

- Wikimedia Commons har flere filer relateret til Værum Kirke